# Lisbeth Birman-Oestreicher
Pour les articles homonymes, voir Birman et Oestreich.
Lisbeth Birman-Oestreicher (née le 27 mai 1902 à Karlovy Vary, décédée le 6 novembre 1989 à Amersfoort) est une artiste textile autrichienne établie en Allemagne puis aux Pays-Bas, formée au Bauhaus. Internée dans le camp de Westerbork pendant la Seconde Guerre mondiale, elle échappe à la déportation grâce à ses tricots. En plus de ses créations en tricot, elle a conçu des pièces uniques : nappes, couvre-lits, tentures murales et tissus d'ameublement.

## Biographie

### Formation
Lisbeth Oestreicher est née à Carlsbad (maintenant Karlovy Vary en République Tchèque) le 27 mai 1902. Son père, Karl Oestreicher, meurt en 1915 durant la Première Guerre mondiale, peu avant la naissance de sa sœur Maria.
Après des études secondaires à Carlsbad, elle fréquente des écoles d'art à Munich et à Vienne. Pendant les vacances, elle travaille à la maison, dessinant et confectionnant des ouvrages en tricot.
Au cours d'une visite de famille à Berlin en 1925, elle assiste à une conférence de Walter Gropius où elle découvre les idées du Bauhaus. L'année suivante, elle entre à l'école du Bauhaus à Weimar. Après avoir suivi les cours préliminaires, elle intègre la classe de tissage dirigée alors par Gunta Stölzl.
Là, elle exprime les assemblages de couleurs, les matériaux et les structures. En plus du matériel et de la couleur, la structure du tissu est très importante pour Lisbeth Oestreicher. Elle étudie de nouveaux matériaux comme les fibres synthétiques, les mélanges de cellophane ou le crin de cheval et teste leurs fonctionnalités : qualité acoustique, réflexion de la lumière ou résistance au lavage. Lors de sa dernière année au Bauhaus, elle devient l'assistante de Gunta Stölzl, plus spécialement chargée de la teinturerie. Pour parfaire sa connaissance de la teinture des textiles, elle va d'ailleurs travailler bénévolement au département de teinture de la société chimique Hoechst à Francfort pendant plusieurs mois. Elle expérimente également l'impression dur tissu dans l'atelier d'imprimerie du Bauhaus.Dès 1928, elle réalise des commandes pour la firme Polytex à Berlin, notamment des tissus d'ameublements, et effectue un stage chez « Mecanische Weberei Pausa » à Mössingen où, entre autres, elle conçoit des échantillons de fine soie artificielle basés sur des bandes de couleurs vives et plusieurs tissus imprimés.
Après l'obtention du diplôme du Bauhaus en 1930, elle réussit l'examen de compagnon de la Chambre des métiers, puis elle dirige la teinturerie du Bauhaus pendant deux ans.

### Les débuts professionnels
Elle travaille d'abord comme dessinatrice dans un atelier de tissage de laine à Hengelo où elle vit également. Fin 1930, alors qu'elle se trouve à Amsterdam, elle présente ses dessins à plusieurs entreprises textiles. Elle obtient suffisamment de commandes pour établir son propre atelier de designer textile indépendante à Amsterdam, travaillant pour des particuliers et des entreprises. Elle fait aussi des projets pour des fabriques de laine comme Van Wijk & Co. à Leiden et pour des magazines féminins comme Libelle, Vrouwenpot, Paorama et Het Rijk der Vrouw.
Sa sœur Maria, qui va se faire appeler Maria Austria peu après, la rejoint en 1937 après une formation de photographe à Vienne. Elles travaillent alors ensemble avec succès sous le nom « Model en Foto Austria »,.

### Le camp de Westerbork
En mai 1940, les Pays-Bas sont occupés par l'Allemagne et, en 1942, les nazis demandent aux Juifs de se regrouper dans le camp de transit de Westerbork. Ce que fait Lisbeth, tandis que sa sœur Maria rejoint la résistance.
Dans ce camp, la plupart des personnes sont rapidement acheminées vers des camps de concentration, mais d'autres constituent une sorte de population «permanente» qui n'est pas déportées pour des raisons variées. Les Allemands encouragent pour eux des activités «normales» comme le travail du métal, les services de santé, et des activités culturelles. Cependant, vers la fin de la guerre, tous ont été finalement déportés.
La maîtresse du commandant du camp Albert Konrad Gemmeker apprécie beaucoup les modèles de Lisbeth et lui demande de lui en confectionner. Lisbeth s'arrange pour qu'aucun de ces tricots de soit terminé au moment des transports vers l'Allemagne. De ce fait, elle et son futur mari Otto Birman, un ingénieur chimiste, y échappent et sont sauvés des chambres à gaz,.

### Après la guerre
Lisbeth épouse Otto Birman à Westerbork le 6 mai 1945, après la libération du camp. En 1947, Otto et Lisbeth recueillent les trois filles de son frère Felix, décédé avec son épouse de la fièvre typhoïde peu après la libération du camp de Bergen Belsen. Ils s'installent à Amersfoort. Lisbeth continue à créer des tricots qui seront vendus à Amsterdam par Metz & Co qui vend des meubles futuristes, des tissus, des vêtements et autres objets ménagers depuis les années 1920.
Accaparée par l'éducation des enfants, Lisbeth abandonne progressivement son activité commerciale autour du textile mais continuera toujours à créer pour sa famille et ses amis.
Elle devient active à l'UNICEF puis Amnesty International, espérant contribuer à un «monde meilleur».
Elle a gardé son intérêt pour les arts et la littérature toute sa vie et conservé son amitié avec Gunta Stölzl, son professeur de tissage et avec ses camarades du Bauhaus Andor et Eva Weininger. Elle est aussi restée en contact avec les designers néerlandais Andries Copier et Kitty van der Mijll Dekker. Tut Schlemmer, l'épouse de Oscar Schlemmer, Gertrud Arndt, Gunta Stölzl et les Weininger lui ont souvent rendu visite à Amersfoort.
Elle décède chez elle à Amersfoort en 1989, âgée de 87 ans.

## Expositions
- « Model en Foto Austria », musée du textile, Tilbourg, 1991.
- « Die ganze Welt ein Bauhaus », Zentrum für Kunst und Medien, Karlsruhe, du 26 octobre 2019 au 16 février 2020.
- « Bauhaus& Modern textiles in the Netherlands », musée du textile, Tilbourg, du 25 mai au 3 Novembre 2019[12].

Les œuvres de Lisbeth Oestreicher sont conservées au Stedelijk Museum à Amsterdam, au musée du textile à Tilbourg et au Bauhaus-Archiv à Berlin.